# 趙正湜
趙正湜（：／ Cho Jeong-sik；1963年12月25日—），大韓民國自由派政治人物，共同民主黨政策委員長，第17至21屆國會議員。